# Jaibaras (Sobral)
Jaibaras é um distrito do município brasileiro de Sobral, no interior do estado do Ceará. Segundo o censo demográfico de 2022, realizado pelo Instituto Brasileiro de Geografia e Estatística (IBGE), sua população era de 7 018 habitantes e havia 2 379 domicílios particulares permanentes ocupados. Foi criado antes de 1936, sendo onde está situado o Açude Aires de Sousa, também chamado de Açude Jaibaras.
De acordo com o IBGE, em 2010 a população era de 6 258 habitantes e havia 2 166 domicílios particulares.